# Lijst van Vlaamse ministers van Bestuurszaken
Dit is een lijst van ministers van Ambtenarenzaken/ Bestuurszaken in de Vlaamse regering. 

## Lijst
| Nr. | Minister | Minister                        | Partij | Partij     | Begin             | Einde             | Regering(en)                            | Bevoegdheid                    |
| --- | -------- | ------------------------------- | ------ | ---------- | ----------------- | ----------------- | --------------------------------------- | ------------------------------ |
| 1   |          | Theo Kelchtermans (1943)        |        | CVP        | 3 februari 1988   | 18 oktober 1988   | Geens III                               | Openbaar Ambt                  |
| 2   |          | Luc Van den Bossche (1947)      |        | SP         | 18 oktober 1988   | 28 september 1998 | Geens IV, Van den Brande I, II, III, IV | Openbaar Ambt/ Ambtenarenzaken |
| 3   |          | Eddy Baldewijns (1945)          |        | SP         | 28 september 1998 | 13 juli 1999      | Van den Brande IV                       | Ambtenarenzaken                |
| 4   |          | Johan Sauwens (1951)            |        | VU         | 13 juli 1999      | 10 mei 2001       | Dewael                                  | Ambtenarenzaken                |
| 5   |          | Paul Van Grembergen (1937-2016) |        | VU/ Spirit | 10 mei 2001       | 20 juli 2004      | Dewael, Somers                          | Ambtenarenzaken                |
| 6   |          | Geert Bourgeois (1951)          |        | N-VA       | 20 juli 2004      | 22 september 2008 | Leterme, Peeters I                      | Bestuurszaken                  |
| 7   |          | Kris Peeters (1962)             |        | CD&V       | 22 september 2008 | 13 juli 2009      | Peeters I                               | Bestuurszaken                  |
| (6) |          | Geert Bourgeois (1951)          |        | N-VA       | 13 juli 2009      | 25 juli 2014      | Peeters II                              | Bestuurszaken                  |
| 8   |          | Liesbeth Homans (1973)          |        | N-VA       | 25 juli 2014      | 2 oktober 2019    | Bourgeois, Homans                       | Bestuurszaken                  |
| 9   |          | Bart Somers (1964)              |        | Open Vld   | 2 oktober 2019    | 8 november 2023   | Jambon                                  | Bestuurszaken                  |
| 10  |          | Gwendolyn Rutten (1975)         |        | Open Vld   | 8 november 2023   | 2 augustus 2024   | Jambon                                  | Bestuurszaken                  |
| 11  |          | Lydia Peeters (1969)            |        | Open Vld   | 2 augustus 2024   | 30 september 2024 | Jambon                                  | Bestuurszaken                  |
| 12  |          | Hilde Crevits (1967)            |        | CD&V       | 30 september 2024 | heden             | Diependaele                             | Bestuurszaken                  |